# The Color Spectrum
| Críticas profissionais | Críticas profissionais |
| Pontuações agregadas   | Pontuações agregadas   |
| Fonte                  | Avaliação              |
| ---------------------- | ---------------------- |
| Metacritic             | 81/100                 |
| Avaliações da crítica  |                        |
| Fonte                  | Avaliação              |
| AbsolutePunk           | 89%                    |
| Allmusic               | [ 2 ]                  |
| Alternative Press      | 4 de 5 estrelas.       |
| PopMatters             | [ 3 ]                  |
| Ultimate Guitar        | [ 4 ]                  |

The Color Spectrum é o título cumulativo do projeto da banda The Dear Hunter que consiste numa série de nove EPs dos quais cada um reflete uma cor individual do espectro visível das cores, preto, vermelho, laranja, amarelo, verde, azul, índigo, violeta e branco (Black, Red, Orange, Yellow, Green, Blue, Indigo, Violet e White em inglês). O projeto foi todo elaborado pelo frontman da banda, Casey Crescenzo como uma forma de interpretar as cores utilizando a música, esse álbum não está relacionado com a série de Atos, que é o projeto principal da banda. O álbum foi lançado em 14 de Junho de 2011.

## Gravações
Brendan Brown (ex-membro da banda The Receiving End of Sirens que Casey também participou) tocou baixo no EP Orange.  Jessy Ribordy (da banda Falling Up) tocou bandolim no EP Green. A banda Naive Thieves ajudou em algumas músicas dos EPs Yellow e Blue. Andy Hull (da banda Manchester Orchestra) forneceu vocais nas faixas 1 à 3 do EP Red. Tanner Merriitt (da banda O'Brother) cantou na faixa "A Curse Of Cynicism" do EP Red. Mike Watts co-produziu os EPs White e Violet.
Em 7 de Abril de 2011, Casey anunciou via Twitter que as gravações de The Color Spectrum estavam finalizadas.

## Divulgação e lançamento
Em 14 de Abril de 2011, a banda lançou um download de MP3 gratuito da faixa "Deny It All" EP Red no seu website. Em 26 de Abril, o site Alternative Press estreou um lyric video da faixa "This Body" do EP Black, criado por Casey.

## Conceito
A influência do álbum é a subjetividade da percepção das cores e, em menor medida, a liberdade que ela proporciona ao seu espectador. Crescenzo observa:
Tudo o que pensamos, nós podemos fazer. A ideia de humanidade sobre cores é muito ampla. Isso precisa ser mais pessoal, porque as ideias das cores variam de pessoa para pessoa. Até mesmo pessoas que possuem sinestesia, imagens ou sons que elas veem e escutam quando associadas a uma cor tende a variar de pessoa para pessoa. E isso só reforça o nosso ponto de fazer esse projeto, para produzir a nossa interpretação da cor, a forma como nos sentimos sobre as cores ou nossa inspiração pelas mesmas – como nos as ouvimos ou vemos.

## Faixas

### Faixas da edição Standard
| N.º            | Título                          | Duração |  |
| 1.             | "Filth and Squalor" (Black)     | 4:01    |  |
| 2.             | "Deny It All" (Red)             | 3:34    |  |
| 3.             | "But There's Wolves?" (Orange)  | 4:04    |  |
| 4.             | "She's Always Singing" (Yellow) | 2:40    |  |
| 5.             | "Things That Hide Away" (Green) | 3:24    |  |
| 6.             | "The Canopy" (Green)            | 3:52    |  |
| 7.             | "Trapdoor" (Blue)               | 3:54    |  |
| 8.             | "What Time Taught Us" (Indigo)  | 4:07    |  |
| 9.             | "Lillian" (Violet)              | 4:07    |  |
| 10.            | "Home" (White)                  | 3:55    |  |
| 11.            | "Fall and Flee" (White)         | 4:07    |  |
| Duração total: | Duração total:                  | 41:45   |  |

### Faixas da edição completa
| Black EP |                               |         |  |
| N.º      | Título                        | Duração |  |
| 1.       | "Never Forgive, Never Forget" | 4:41    |  |
| 2.       | "Filth and Squalor"           | 4:01    |  |
| 3.       | "Take More Than You Need"     | 4:30    |  |
| 4.       | "This Body"                   | 4:47    |  |

| Red EP |                               |         |  |
| N.º    | Título                        | Duração |  |
| 1.     | "I Couldn't Do It Alone"      | 3:29    |  |
| 2.     | "A Curse of Cynicism"         | 3:11    |  |
| 3.     | "Deny It All"                 | 3:34    |  |
| 4.     | "We've Got a Score to Settle" | 3:45    |  |

| Orange EP |                                  |         |  |
| N.º       | Título                           | Duração |  |
| 1.        | "Echo"                           | 4:06    |  |
| 2.        | "Stuck on a Wire Out on a Fence" | 3:08    |  |
| 3.        | "A Sea of Solid Earth"           | 4:41    |  |
| 4.        | "But There's Wolves?"            | 4:06    |  |

| Yellow EP |                         |         |  |
| N.º       | Título                  | Duração |  |
| 1.        | "She's Always Singing"  | 2:40    |  |
| 2.        | "The Dead Don't Starve" | 4:57    |  |
| 3.        | "A Sua Voz"             | 3:20    |  |
| 4.        | "Misplaced Devotion"    | 3:46    |  |

| Green EP |                         |         |  |
| N.º      | Título                  | Duração |  |
| 1.       | "Things That Hide Away" | 3:24    |  |
| 2.       | "The Canopy"            | 3:52    |  |
| 3.       | "Crow and Cackle"       | 5:43    |  |
| 4.       | "The Inheritance"       | 3:34    |  |

| Blue EP |                                         |         |  |
| N.º     | Título                                  | Duração |  |
| 1.      | "Tripping in Triplets"                  | 3:52    |  |
| 2.      | "Trapdoor"                              | 3:54    |  |
| 3.      | "What You Said"                         | 5:04    |  |
| 4.      | "The Collapse of the Great Tide Cliffs" | 5:33    |  |

| Indigo EP |                       |         |  |
| N.º       | Título                | Duração |  |
| 1.        | "What Time Taught Us" | 4:07    |  |
| 2.        | "Mandala"             | 4:55    |  |
| 3.        | "Progress"            | 3:35    |  |
| 4.        | "Therma"              | 2:43    |  |

| Violet EP |             |         |  |
| N.º       | Título      | Duração |  |
| 1.        | "Mr. Malum" | 3:57    |  |
| 2.        | "Lillian"   | 4:07    |  |
| 3.        | "Too Late"  | 4:03    |  |
| 4.        | "Look Away" | 3:41    |  |

| White EP |                         |         |  |
| N.º      | Título                  | Duração |  |
| 1.       | "Home"                  | 3:55    |  |
| 2.       | "Fall and Flee"         | 4:05    |  |
| 3.       | "No God"                | 3:49    |  |
| 4.       | "Lost But Not All Gone" | 3:58    |  |